# Wilsbekwaamheid
Wilsbekwaamheid is een begrip op het snijvlak van ethiek, filosofie, psychologie, geneeskunde, gezondheidszorg en recht, en duidt op het vermogen van een menselijk individu om zelfstandig beslissingen te nemen, én de gevolgen van een bepaalde beslissing te kunnen overzien. Een vergelijkbaar begrip is het Latijnse compos mentis, wat al eeuwen wordt gebruikt. Volgens veel rechtstelsels is ieder menselijk individu wilsbekwaam en vrij over het eigen leven en eigendommen te beschikken (zelfbeschikkingsrecht), tenzij een deskundig arts vaststelt dat een individu voor het nemen van een bepaalde beslissing in een bepaalde situatie wilsonbekwaam is. Wilsbekwaamheid impliceert dat een persoon over redelijke kennis van een bepaalde kwestie beschikt, en in staat is op een bepaald moment, onder bepaalde omstandigheden, de gevolgen van een handeling, situatie of besluitvorming te overzien.
Het vaststellen van de wilsbekwaamheid van een individu door een arts is gebonden aan de context waarbinnen door het individu wordt beslist of moet worden beslist; wat anderen van een beslissing vinden moet buiten beschouwing worden gelaten. Iemand met een verstandelijke handicap of bepaalde vorm van dementie, kan op een bepaald moment en / of in een bepaalde situatie wilsbekwaam zijn.
Bij een zogenaamde onderbewindstelling is in Nederland geen sprake van wilsonbekwaamheid, het is een rechterlijke maatregel waarbij niet een persoon, maar het vermogen van een persoon onder bewind wordt gesteld en een bewindvoerder daarover het beheer voert. De rechthebbende mag met toestemming van de bewindvoerder beslissen. In België kan de rechter bepalen of het vermogen onder bewind wordt gesteld, de persoon, of allebei.

## Situatie in Nederland
De term wilsbekwaamheid is niet wettelijk vastgelegd, wel wordt de term wilsonbekwaam op enkele plaatsen in de wet gebruikt. In het algemeen geldt dat een individuele beslissing rechtsgeldig is, als de beslissende persoon wilsbekwaam was, bijvoorbeeld de beslissing in het huwelijk te treden, een huis te verkopen of de nalatenschap bij overlijden aan een zelfgekozen (rechts)persoon over te dragen. Het begrip wordt gebruikt als juridische norm voor een cognitieve toets van het beslisvermogen, waarbij emotionele en relationele aspecten moeten worden meegewogen. Druk of beïnvloeding is niet toegestaan, ook niet van een (huwelijks-)partner, kind, geestelijke of het hoofd van de familie. Als in het recht de wil niet kan worden gevormd voor bijvoorbeeld het sluiten van een overeenkomst of het opmaken van een eenzijdige beschikking, is de rechtshandeling nietig of vernietigbaar. De notaris beoordeelt voor het opmaken van een akte of de personen voor wie de akte wordt opgemaakt wilsbekwaam zijn, is daartoe echter niet opgeleid. De behandelend arts doet hetzelfde als het gaat om beslissingen over medische behandeling en zorg.
Het is mogelijk zolang men wilsbekwaam is, verklaringen op te stellen met wensen en richtlijnen die te volgen zijn door anderen voor het geval men in de toekomst tijdelijk of langdurig niet meer wilsbekwaam is, en volmachten te geven aan derden om op een bepaald gebied als vertegenwoordiger te handelen in geval die situatie intreedt. Het notariaat gebruikt daarvoor de naam levenstestament en stelt zich op als deskundige op dit gebied, zowel bij het opstellen van een verklaring als bij de uitvoer ervan. De notaris mag echter geen akte verlijden die een begunstiging van zichzelf inhoudt, de benoeming van de notaris als volmachthouder ('levensexecuteur') in een levenstestament is daarom als verboden begunstiging nietig. Als het om medisch handelen gaat adviseert de beroepsorganisatie van artsen KNMG de wensen met de huisarts te bespreken, de standaardbepalingen uit het levenstestament van de notaris geven de huisarts onvoldoende houvast omdat ze de wetteksten en juridische begrippen inhouden, niet de persoonlijke wensen van de patient. 

### Gezondheidszorg
De norm wilsbekwaamheid speelt een belangrijke rol bij het zelfbeschikkingsrecht en wordt veel gehanteerd in relatie tot medische beslissingen. In Nederland heeft iedere burger het grondwettelijke recht op fysieke integriteit, dat wil zeggen de vrijheid om over het eigen lichaam te beschikken. Een arts of (thuis)zorgverlener dient de wilsbekwaamheid van de patiënt te toetsen alvorens deze de patiënt vraagt een beslissing te nemen aangaande een behandeling. Dat geldt ook voor minderjarigen. Bij medische dwangbehandeling is het een gerespecteerde opvatting dat verzet van een wilsbekwame een rol moet spelen bij de beslissing te behandelen. Voor medisch hulpverleners is door de beroepsorganisatie een stappenplan gemaakt om wilsbekwaamheid vast te stellen. Het is mogelijk een verklaring op te stellen met behandel- en gezondheidszorgwensen voor het geval men niet meer wilsbekwaam is, de wilsverklaring. Het is van belang dat de huisarts daarvan weet en de verklaring in het medisch dossier opneemt.

### Rechtshandelingen en notariële akte
Daarnaast is wilsbekwaamheid essentieel voor de geldigheid van rechtshandelingen en overeenkomsten in het privaatrecht en bij het opmaken van een notariële akte, bijvoorbeeld huwelijkse voorwaarden of een testament. Van oudsher toetst de notaris daarom vooraf of partijen wilsbekwaam zijn. Twijfelt een notaris aan de wilsbekwaamheid van een cliënt, dan is de beroepsrichtlijn dat een lijst met indicatoren moet worden nagelopen. De Beroepsvereniging van het Notariaat (KNB) is van mening dat de notaris een akte niet moet passeren als er indicatoren zijn voor wilsonbekwaamheid. De notaris dient dan een onafhankelijk arts te vragen wils(on)bekwaamheid vast te stellen. Bij het opmaken van een akte betreffende een eenzijdige rechtshandeling, zoals een uiterste wil, mogen er geen derden aanwezig zijn in dezelfde ruimte waar het voorbereidend gesprek plaatsvindt. Een notaris moet nagaan of iemand zelfstandig, zonder beïnvloeding door derden, in staat is zich een rechtens relevante wil te vormen en inhoud en gevolgen van een te ondertekenen akte daarmee in overeenstemming zijn.

### Wilsonbekwaamheid
Wilsonbekwaamheid wordt in sommige wetten omschreven als ‘niet in staat zijn tot een redelijke waardering van zijn belangen ter zake’. Het moet dus gaan om de toestand in een bepaalde kwestie of situatie. Een arts dient wilsonbekwaamheid vast te stellen in een bepaalde situatie voordat kan worden overgegaan tot handelingen die door een ander worden besloten, bijvoorbeeld als een patiënt in coma is. Hetzelfde geldt bij mensen die dementeren.
Wils(on)bekwaamheid is niet hetzelfde als handelings(on)bekwaamheid. Handelings(on)bekwaam betekent dat iemand wettelijk gezien iets mag dan wel niet mag. De wettelijke betekenis is dat iemand zelfstandig rechtshandelingen mag verrichten en daar ook verantwoordelijk voor te houden is.